# Драгозетићи
Драгозетићи (хрв. Dragozetići) су насељено место у саставу града Црес, на острву Црес, Приморско-горанска жупанија, Хрватска.

## Историја
До територијалне реорганизације у Хрватској били су у саставу старе општине Црес-Лошињ.

## Становништво
У попису становништва из 2011. године, Драгозетићи су имали 20 становника.
| Број становника према пописима | Број становника према пописима | Број становника према пописима | Број становника према пописима | Број становника према пописима | Број становника према пописима | Број становника према пописима | Број становника према пописима | Број становника према пописима | Број становника према пописима | Број становника према пописима | Број становника према пописима | Број становника према пописима | Број становника према пописима | Број становника према пописима | Број становника према пописима |
| ------------------------------ | ------------------------------ | ------------------------------ | ------------------------------ | ------------------------------ | ------------------------------ | ------------------------------ | ------------------------------ | ------------------------------ | ------------------------------ | ------------------------------ | ------------------------------ | ------------------------------ | ------------------------------ | ------------------------------ | ------------------------------ |
| 1857                           | 1869                           | 1880                           | 1890                           | 1900                           | 1910                           | 1921                           | 1931                           | 1948                           | 1953                           | 1961                           | 1971                           | 1981                           | 1991                           | 2001                           | 2011                           |
| 198                            | 199                            | 211                            | 249                            | 258                            | 282                            | 384                            | 427                            | 248                            | 146                            | 102                            | 64                             | 28                             | 19                             | 21                             | 20                             |

Напомена: Исказано под именом Драгозетић 1869. и 1880, Драгожићи 1900. и 1910. и Драгошићи 1921. и 1931. Садржи податке за насеље Филозићи 1921. и 1931.

## Галерија
- сеоска кућа
- архитектура
- сеоски детаљ
- воденички точак